# Vízözönmondák
A vízözönmondák a bibliai teremtéstörténeten alapuló, de attól lényegesen eltérő mondacsoport, s mint ilyenek, nem tévesztendők össze a vízözönmítoszokkal. A bibliai vázra épült történetek keletről terjedtek el. Legkorábban zsidó és muszlim kommentárok, a 7. századtól kezdve iráni és arab változatok ismertek. Mai formájukban (amit gyakorlatilag véglegesnek mondhatunk) bolgár és orosz centrumból terjedtek el. Kelet-Európában és balti államokban ismertebbek, de egy változat Angliából is lejegyzésre került. A magyar folklórban eddig ötven változat került elő, a legtöbb ezek közül tartalmazza a légy elnevezéséről szóló mondát. A magyar változatok jellemzője, hogy csak egy motívumot kísérnek végig, a teljes történet a bárka építésétől a szárazföld eléréséig ritka. Az Aarne–Thompson kutatópáros 825-ös számmal vette fel népmesekatalógusába (AaTh 825).

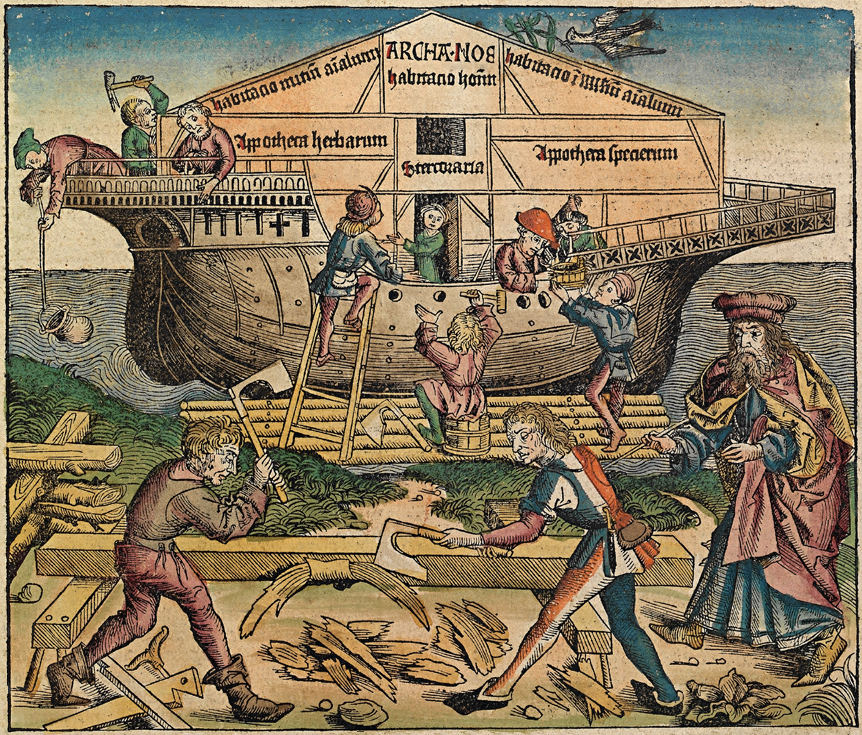
Illusztráció a bárka építéséről a Nürnbergi Krónika egy lapján

"Csinálj bárkát góferfából, készíts rekeszeket a bárkában, és vond be kívül-belül szurokkal!"

## Sematikus cselekményük

### A bárka építése
Noé parancsot kap a bárka elkészítésére. Titokban kell dolgoznia, de az ördög meg akarja tudni, mit épít, hol épít. Noé hallgat, ezt az ördög azzal bosszulja meg, hogy füstössé teszi a tüzet, s megkörnyékezi Noé feleségét. Az egyes változatok szerint: az asszony bűvös italt készít férjének; elrejti Noé mosdóvizét, Noé elfelejt mosdani vagy imádkozni. A büntetés az, hogy a fejsze, amivel a bárkát építi, elkezd kopogni, holott eddig hangtalan volt. Azóta kopog a fejsze és van a fában csomó. Az ördög a hang irányába megy, megtalálja a bárkát és lerombolja. Isten angyalokat küld, hogy építsék fel újra.

### Beszállás a bárkába
Mikor Noé és családja beszáll a bárkába, nem akarja beengedni a legyet. A légy viszont erőszakoskodik, erre Noé mérgében rákiált: „Légy!” Azóta ez a neve a légynek. Az ördög is be akar jutni a bárkába, egérré vagy kígyóvá változik és besurran. Más változatban egeret teremt, hogy lyukat rágjon a bárka aljára. Noé kesztyűt dob az egérre, a kesztyű macskává változik és megeszi az egeret. Egy palóc változat szerint Noé a kígyót kéri meg, hogy tömje be farkával a lyukat. A kígyó azt kéri cserébe, hogy embervért ihasson. Miután a bárka földet ér, Noé és fiai tűzbe vetik a kígyót, nehogy éljen az ígérettel. A kígyó hamvából lett a bolha, ezért szívja az ember vérét. Szegedi változat szerint az egérrágta lyuk megmaradt a fában.

### A szárazföld elérése
Amikor vége az esőzésnek, Noé madarakat bocsát ki. A galamb talál egyedül földet, de a nagy repüléstől elfakadt az epéje, azóta nincs a galambnak epéje. A víz apadását Noé vesszőkkel méri, ezek lesznek az első szőlőtőkék. Amikor szárazföldre érnek, Noé neveket ad az állatoknak, Isten szivárványt bocsát az égre, hogy nem lesz többé vízözön.